# Mostafa Smaili
Mostafa Smaili (ur. 9 stycznia 1997 w Ifranie) – marokański lekkoatleta specjalizujący się w biegach średnich.
Czwarty zawodnik biegu na 1500 metrów podczas igrzysk olimpijskich młodzieży w Nankinie (2014). Na początku 2016 był szósty na dystansie 800 metrów w trakcie halowych mistrzostw świata. W tym samym roku zdobył brązowy medal mistrzostw świata juniorów w Bydgoszczy oraz osiągnął półfinał igrzysk olimpijskich w Rio de Janeiro na dystansie 800 metrów. Złoty medalista igrzysk solidarności islamskiej (2017).
Rekordy życiowe: bieg na 800 metrów (stadion) – 1:44,90 (4 września 2018, Zagrzeb); bieg na 800 metrów (hala) – 1:45,96 (10 lutego 2018, Gandawa); bieg na 1500 metrów (stadion) – 3:37,85 (27 kwietnia 2021, Rabat); bieg na 1500 metrów (hala) – 3:42,37 (4 lutego 2017, Mondeville).

## Osiągnięcia
| Rok  | Impreza                          | Miejsce        | Konkurencja         | Pozycja    | Wynik   |
| ---- | -------------------------------- | -------------- | ------------------- | ---------- | ------- |
| 2014 | Igrzyska olimpijskie młodzieży   | Nankin         | bieg na 1500 metrów | 4. miejsce | 3:46,28 |
| 2016 | Halowe mistrzostwa świata        | Portland       | bieg na 800 metrów  | 6. miejsce | 1:52,32 |
| 2016 | Mistrzostwa świata juniorów      | Bydgoszcz      | bieg na 800 metrów  | 3. miejsce | 1:46,02 |
| 2016 | Igrzyska olimpijskie             | Rio de Janeiro | bieg na 800 metrów  | półfinał   | 1:45,78 |
| 2017 | Igrzyska solidarności islamskiej | Baku           | bieg na 800 metrów  | 1. miejsce | 1:45,78 |
| 2017 | Igrzyska frankofońskie           | Abidżan        | bieg na 800 metrów  | 2. miejsce | 1:46,73 |
| 2017 | Mistrzostwa świata               | Londyn         | bieg na 800 metrów  | eliminacje | 1:47,50 |
| 2018 | Halowe mistrzostwa świata        | Birmingham     | bieg na 800 metrów  | 6. miejsce | 1:48,75 |
| 2018 | Igrzyska śródziemnomorskie       | Tarragona      | bieg na 800 metrów  | 2. miejsce | 1:47,56 |
| 2019 | Mistrzostwa świata               | Doha           | bieg na 800 metrów  | półfinał   | 1:45,78 |
| 2022 | Halowe mistrzostwa świata        | Belgrad        | bieg na 800 m       | eliminacje | 1:48,57 |